# اس‌اس بنتم (۱۹۳۰)
اس‌اس بنتم (۱۹۳۰) (به انگلیسی: SS Bantam (1930)) یک کشتی بود که طول آن ۳۲۳ فوت (۹۸ متر) بود. این کشتی در سال ۱۹۳۰ ساخته شد و در دریای انگلستان به آب انداخته شد.
ظرفیت این کشتی بیش از سه هزار و سیصد تن کالا بود.